# Апексимова, Ирина Викторовна
Ири́на Ви́кторовна Апекси́мова (род. 13 января 1966, Волгоград) — советская и российская актриса театра, кино и дубляжа, режиссёр театра и кино, сценаристка, театральный деятель, певица и телеведущая. Директор Театра на Таганке (с марта 2015 года) и театра «Содружество актёров Таганки» (с декабря 2020 года по сентябрь 2021 года). Заслуженная артистка Российской Федерации (2021).

## Биография
Родилась 13 января 1966 года в семье классических музыкантов в Волгограде. 
Отец — Виктор Николаевич Апексимов, пианист, баянист, работал в музыкальной школе, позже — преподавателем консерватории по классу фортепиано. Мать — Светлана Яковлевна Апексимова (скончалась в августе 2015 года), была хормейстером в театре музыкальной комедии, позже — преподавателем консерватории дирижёрско-хорового отделения. Ирина была вторым ребёнком в семье. У неё есть старший брат (единоутробный, сын матери от первого брака) — Валерий Свет, музыкант, организовал в 1970-х годах один из первых в Волгограде вокально-инструментальных ансамблей (ВИА).
Родители Ирины развелись, когда ей было восемь лет. Отец уехал с новой семьёй в Якутск. Когда Ирине исполнилось тринадцать лет, её мать переехала с ней и братом к родственникам в Одессу.
В детстве Апексимова мечтала стать певицей, хотела петь в ресторанах, разучивала классические одесские песни, любила танцевать. Окончила музыкальную школу по классу фортепиано в Волгограде. В Одессе пошла учиться в специализированный театральный класс общеобразовательной средней школы на улице Короленко.
По окончании средней школы в 1983 году поступала в театральный вуз в Москве, но не была принята по причине одесского говора. Вернувшись в Одессу, год работала в Одесском академическом театре музыкальной комедии, танцевала в кордебалете. На следующий год, снова потерпев неудачу на вступительных экзаменах, отправилась в Волгоград, где была принята в кордебалет Волгоградского областного театра музыкальной комедии.
С 1985 года живёт в Москве. В 1986 году, избавившись от одесского говора, Апексимова поступила в Школу-студию МХАТ (мастерская Олега Табакова). В 1988 году вышла замуж за однокурсника Валерия Николаева. В 1990 году окончила Школу-студию МХАТ и была принята в МХТ имени А. П. Чехова, где работала до 2000 года.
В 2000 году создала собственное театральное агентство «Бал Аст». 
В 2000-х годах училась на спецкурсе современного танца во Флоридском университете (США), в актёрских школах «Julliard School» (Нью-Йорк), «Barbican Center» (Лондон, Великобритания).
С мая 2012 года по апрель 2015 года занимала должность директора Театра Романа Виктюка.
В 2013 году Ирина Апексимова выступила автором идеи и продюсером фестиваля театрального искусства под открытым небом «Театральный марш», ставшего регулярным. Первый фестиваль назывался «Театральный демарш» и состоялся в парке «Сокольники», последующие фестивали проводятся в саду «Эрмитаж».
В марте 2015 года назначена директором Театра на Таганке.
1 октября 2015 года в Театре на Таганке (в здании студии Анатолия Васильева на улице Поварской, куда труппа переехала в связи с ремонтом своего дома на Таганке) стартовал экспериментальный авторский театральный проект Ирины Апексимовой «Репетиции». В июне 2016 года проект получил театральную премию газеты «Московский комсомолец» в номинации «Проект года».
29 декабря 2020 года назначена директором театра «Содружество актёров Таганки».
В сентябре 2021 года под руководством Апексимовой Театр на Таганке и «Содружество актёров Таганки» после 30 лет раскола были вновь объединены в Театр на Таганке.

## Личная жизнь
- Первый муж — Валерий Николаев (род. 1965), актёр театра и кино, кинорежиссёр, сценарист, хореограф-постановщик. Брак продлился с 1988 по 2000 годы[9].
  - Дочь — Дарья Авратинская (род. 1994, США), актриса. Носит девичью фамилию своей прабабушки по материнской линии[6][8][22].
- Второй муж — Алексей Ким, бизнесмен. Брак был недолгим: Апексимова подала на развод[23][24].

- Старший брат (единоутробный, сын матери от первого брака) — Валерий Свет, джазовый композитор и пианист, живёт в США.
- Троюродная сестра — Лариса Долина (род. 1955), певица, народная артистка РФ (1998)[25].

## Творчество

### Роли в театре
- «Жаворонок», режиссёр: Олег Табаков — Агнесса
- «Полоумный Журден», по одноимённой пьесе Михаила Булгакова, режиссёр: Олег Табаков — Доримена
- «Затоваренная бочкотара», по одноимённой повести Василия Аксёнова, режиссёр: Евгений Каменькович —
- «Кресло», по повести «ЧП районного масштаба» Юрия Полякова, режиссёры: Олег Табаков, Владимир Храмов
- «Укрощение строптивой», по одноимённой пьесе Уильяма Шекспира, режиссёр: Brian Cox — Катарина
- «Ричард III», режиссёр: Brian Cox — леди М
- «Дядя Ваня», по одноимённой пьесе А. П. Чехова, режиссёр: Олег Ефремов — Елена Андреевна
- «Борис Годунов», режиссёр: Олег Ефремов — Марина Мнишек
- «Горе от ума», по одноимённой комедии А. С. Грибоедова, режиссёр: Олег Ефремов — Софья
- «Гоффман», режиссёр: Н. Скорик — Юлия
- «Маскарад», по одноимённой пьесе М. Ю. Лермонтова, режиссёр: Роман Козак — баронесса Штраль
- «Маскарад», режиссёр: Николай Шейко — баронесса Штраль
- «Красивая жизнь», режиссёр: В. Ланской
- «Трагики и комедианты», режиссёр: Н. Скорик — Лиза
- «Молочный фургон не останавливается больше здесь», по пьесе Теннесси Уильямса, режиссёр: Вячеслав Долгачёв — Блэки
- «Маленькие трагедии», режиссёр: Роман Козак — Лаура
- «Гроза», по одноимённой пьесе А. Н. Островского, режиссёр: Дмитрий Брусникин — сумасшедшая барыня
- «Сон в летнюю ночь», по одноимённой пьесе Уильяма Шекспира, режиссёр: Николай Шейко — Титания
- «Ундина», режиссёр: Н. Скорик — графиня Берта
- «Археология», режиссёр: М. Кочетков
- «Танцы под шум дождя», режиссёр: Н. Скорик — Муза
- «Нечаянная радость», режиссёр: С. Колесников
- «Перламутровая Зинаида», режиссёр: Олег Ефремов — иностранка
- «Блаженный остров», режиссёр: Николай Шейко
- «Самое главное», режиссёр: Роман Козак — ремонгонистка
- «Сейлемские колдуньи», режиссёр: Brian Cox
- «Скамейка», по одноимённой пьесе Александра Гельмана, режиссёр: Никита Гриншпун (Театр «Содружество актёров Таганки»)[26] — Она
- «Чайка 73458», по пьесе А. П. Чехова, режиссёр: Дейнюс Казлаускас (Московский Театр на Таганке, 2017) — Ирина Николаевна Аркадина
- «Беги, Алиса, беги», по мотивам повести Льюиса Кэролла, режиссёр: Максим Диденко (Московский Театр на Таганке, 2018) — Королева
- «Теллурия», по одноимённому роману Владимира Сорокина, режиссёр: Константин Богомолов (Московский Театр на Таганке, 2019) — участник
- «Отелло», режиссёр Андрей Гончаров (Московский Театр на Таганке, 2020) — Дездемона
- «Вишнёвый сад», по мотивам одноимённой пьесы А. П. Чехова, режиссёр: Юрий Муравицкий (Московский Театр на Таганке, 2021) — Любовь Андреевна Раневская

#### Роли в антрепризах
- 2001 — «Опасный, опасный и очень опасный…», по пьесе в стихах Леонида Филатова (по мотивам романа Пьера Шодерло де Лакло «Опасные связи»), режиссёр: Сергей Виноградов (Московский антрепризный театр «Успех»)[27] — маркиза де Мертей, подруга и любовница виконта де Вальмона
- «www.London.ru», по пьесе «Близость» (англ. «Closer») Патрика Марбера, режиссёр: Пётр Штейн (Театральное агентство «Независимая антреприза» Юлия Малакянца)[28] — Анна
- «Ужин с дураком», по одноимённой пьесе Франсиса Вебера, режиссёр: Леонид Трушкин — Марл
- «Вишнёвый сад», по одноимённой пьесе А. П. Чехова, режиссёр: Эймунтас Някрошюс — Шарлотта
- 2007 — «Игра в правду»[29] Филипп Лелюш («Независимый театральный проект») — Майя

### Фильмография

#### Актёрские работы в кино
| Год  |     | Название                                  | Роль                                                  |
| ---- | --- | ----------------------------------------- | ----------------------------------------------------- |
| 1987 | ф   | Башня                                     | Ксюша, дочь Кары Семёновны и Ивана Васильевича        |
| 1988 | ф   | Диссидент                                 | жена писателя                                         |
| 1992 | с   | Мелочи жизни                              | Катя, сестра Сергея                                   |
| 1993 | ф   | Бездна, круг седьмой                      | Ольга Фрейман, жена Николая                           |
| 1993 | кор | Октябрь (Франция)                         | Ольга                                                 |
| 1993 | ф   | Поезд в Калифорнию                        | Елена                                                 |
| 1994 | ф   | Лимита                                    | Наташа                                                |
| 1995 | ф   | Одинокий игрок                            | Люся, подруга Игоря                                   |
| 1995 | ф   | Ширли-мырли                               | исполнительница степа, скрипачка из консерватории     |
| 1996 | ф   | Мужские откровения                        | Рита                                                  |
| 1997 | ф   | Му-му                                     | Жюстина, француженка                                  |
| 1997 | ф   | Святой (США)                              | Фрэнки                                                |
| 1998 | ф   | Дзенбоксинг                               | снималась                                             |
| 1998 | ф   | Чехов и Ко                                | жена учителя / Челобитьева                            |
| 1999 | ф   | Директория смерти                         | Катя, любовница депутата                              |
| 1999 | с   | День рождения Буржуя                      | Амина Ренатовна, возлюбленная «Буржуя»                |
| 2000 | ф   | Вместо меня                               | Ольга                                                 |
| 2000 | с   | Империя под ударом                        | Дора Бриллиант                                        |
| 2001 | с   | Самозванцы                                | Марина, жена Бельского                                |
| 2001 | с   | Клетка                                    | Анастасия Арсентьева                                  |
| 2001 | ф   | Северное сияние                           | Наталья                                               |
| 2003 | ф   | Красный змей                              | Айгуль                                                |
| 2003 | ф   | Бульварный переплёт                       | супруга Анри                                          |
| 2005 | с   | Есенин                                    | Анна Берзинь, писатель, подруга поэта                 |
| 2005 | с   | Слепой 2                                  | Евгения                                               |
| 2006 | ф   | Палач                                     | Ольга Драгомирова, журналист                          |
| 2006 | ф   | Счастье по рецепту                        | Зоя Звонарёва, писатель, бывшая жена Воронцова        |
| 2006 | ф   | Ситуация 202                              | Полина                                                |
| 2007 | ф   | Антиснайпер                               | Татьяна Уварова                                       |
| 2007 | ф   | Антиснайпер 2. Двойная мотивация          | Татьяна Уварова                                       |
| 2007 | с   | Сыщик Путилин                             | Шарлотта Куколева, жена Якова Куколева                |
| 2008 | ф   | Вопреки здравому смыслу (Россия, Украина) | Марина Вячеславовна                                   |
| 2008 | ф   | Телохранительница                         | Иванна                                                |
| 2008 | с   | Генеральская внучка                       | Старкова, майор милиции, внучка генерала Старкова     |
| 2008 | ф   | Эффект домино                             | Тамара, бывшая супруга Максимова                      |
| 2009 | ф   | Гармония. Город счастья                   | Мария Николаевна («Мурка»)                            |
| 2009 | ф   | Книга мастеров                            | Каменная Княжна                                       |
| 2009 | с   | Одна семья                                | Наталья Ковалёва, любовница Андрея                    |
| 2009 | ф   | Победный ветер, ясный день                | Лика Куницына, прима театра «Лиллаби»                 |
| 2010 | ф   | Счастливчик Пашка                         | Самохвалова                                           |
| 2010 | с   | Судмедэксперты                            | Плаксина                                              |
| 2010 | с   | Единственный мужчина                      | Луиза, мать Туан                                      |
| 2010 | с   | Дело Крапивиных                           | Томилина                                              |
| 2011 | с   | Костоправ                                 | Баширова, акушер-гинеколог                            |
| 2011 | с   | Пираньи                                   | Ирина Лесницкая                                       |
| 2012 | с   | Топтуны                                   | Музыкина, журналист                                   |
| 2013 | с   | Разведчицы                                | Матильда Генриховна, инструктор курсанток разведшколы |
| 2013 | ф   | Игра в правду                             | Майя Ковалевская                                      |
| 2013 | с   | Лютый                                     | Ракова                                                |
| 2013 | ф   | Комплекс полноценности                    | ректор                                                |
| 2014 | ф   | Боцман Чайка                              | Люся, любительница животных                           |
| 2014 | с   | В Москве всегда солнечно                  | Тамара                                                |
| 2016 | ф   | Пьяная фирма                              | мама Ильи Весёлых                                     |
| 2019 | с   | Лютый 2                                   | Ракова                                                |
| 2022 | с   | Номинация                                 | Дубровина, актриса                                    |
| 2022 | с   | Балет                                     | Алла Пронина                                          |

#### Режиссёрские работы в кино
| Год  |   | Название                             | Роль     |
| ---- | - | ------------------------------------ | -------- |
| 2008 | ф | Спящий и красавица (Россия, Украина) | режиссёр |

#### Озвучивание
- 2004 — Чемоданы Тульса Люпера: Из Во к морю / Tulse Luper Suitcases, Part 2: Vaux to the Sea, The (Великобритания)
- 2006 — Чемоданы Тульса Люпера. Русская версия / The Tulse Luper Suitcases. Russian Version (Венгрия, Германия, Испания, Италия, Люксембург, Нидерланды, Россия) — мадам Муатесьё
- 2006 — Звезда со стороны (Россия) — документальный фильм о жизни и творчестве советской актрисы немого кино Рахиль Мессерер-Плисецкой (Ирина Апексимова читает текст за кадром)[30]

### Участие в музыкальных телешоу
- В 2006 году Ирина Апексимова в паре с певцом Александром Маршалом приняла участие в первом сезоне музыкального телевизионного шоу «Две звезды» на «Первом канале»[31][32].
- 29 марта 2015 года Ирина Апексимова приняла участие в качестве гостьи в телевизионном шоу перевоплощений «Точь-в-точь» (второй сезон, шестой этап) на «Первом канале», исполнив песню «Moon river» из американского художественного фильма «Завтрак у Тиффани» в образе британской актрисы Одри Хепбёрн[33].
- Участница третьего сезона музыкального шоу «Первого канала» «Три аккорда» (2018).

#### Сольный музыкальный проект
В марте 2011 года Ирина Апексимова вместе с музыкальным коллективом под руководством Тимура Ведерникова впервые выступила с собственной сольной программой «А мне Одесса — девочка!».
Репертуар программы составлен из известных одесских песен: «Кирпичики», «С одесского кичмана», «Школа бальных танцев», «Оц-тоц-перевертоц!» и многих других.

### Работа на телевидении
- В 2003 году Ирина Апексимова была ведущей телеигры «Искушение» (по английской лицензии) на российском телеканале «ТВС»[35][36].
- С 2006 года по 2008 год являлась одной из постоянных ведущих программы «Доброе утро» на «Первом канале»[37].

### Участие в рекламе
- В октябре 2007 года Ирина Апексимова стала «лицом» одного из брендов швейцарской фармацевтической компании. Рекламным агентством «Instinct» были разработаны два рекламных ролика с Ириной Апексимовой в главной роли: в первом она — знойная испанская дива, а во втором — изящная спортсменка, демонстрирующая свои навыки в боевых искусствах[38].

## Признание и награды
- 1994 — Приз за лучшую женскую роль на Парижском кинофестивале — за роль в художественном фильме «Октябрь» (Франция).
- 2015 — Орден «Патриот России» Фонда поддержки социально значимых инициатив «Лидер» (Москва).
- 2016 — Театральная премия газеты «Московский комсомолец» в номинации «Проект года» — за экспериментальный авторский театральный проект «Репетиции» в Театре на Таганке[16][17][18][19].
- 2021 — Заслуженная артистка Российской Федерации — «за большой вклад в развитие отечественной культуры и искусства, многолетнюю плодотворную деятельность»[5].
- 2022 — Первая театральная премия «Хрустальная Турандот» в номинации «За честь, достоинство и служение зрителю»[39].
- 2023 — Благодарность мэра Москвы за поддержку вторжения России в Украину[40].

## Общественная позиция
14 июля 2015 года Ирина Апексимова включена в санкционный «чёрный список» Службы безопасности Украины, состоящий из 573 российских и зарубежных деятелей культуры за «антиукраинские заявления», совершение «антиукраинских действий». В качестве аргумента для наложения санкций на Ирину Апексимову были приведены слова актрисы об Одессе и Украине, произнесённые ею 6 июня 2014 года (вскоре после событий, произошедших 2 мая 2014 года в Одессе) в программе «Говорите» с Юлией Таратутой на российском телеканале «Дождь»: 

«〈…〉 Одесса никогда не была Украиной, Одесса всегда была свободной экономической зоной во всех пониманиях этого слова. И вдруг в Одессе появляются люди, которые кричат: „Мы за Украину!“ Для меня это удивительно. Я не могу понять, откуда эти люди взялись, для меня это так странно.〈…〉»— Ирина Апексимова
2 сентября 2016 года Ирина Апексимова вошла в список 814 зарегистрированных Центризбиркомом РФ доверенных лиц российской политической партии «Единая Россия» на выборах в Государственную думу VII созыва, намеченных на 18 сентября 2016 года.
В 2018 году была доверенным лицом кандидата в мэры Москвы Сергея Собянина.
В 2022 году поддержала нападение России на Украину. Национальное агентство по предотвращению коррупции Украины выступило с инициативой о введении против неё международных санкций, так как Апексимова «распространяет нарративы в соответствии с кремлёвской пропагандой для целей оправдания действий России».

## Санкции
За оправдание войны России против Украины находится под санкциями Совета национальной безопасности и обороны Украины от 18 апреля 2025 года «О применении персональных специальных экономических и других ограничительных мер» .